# Laima Zilporytė
Laima Zilporytė (Mediniai, 5 de abril de 1967) é uma ex-ciclista lituana.
Competiu pela União Soviética nos Jogos Olímpicos de Verão de 1988 em Seul e conquistou a medalha de bronze no individual. Nos Jogos Olímpicos de Verão de 1992 em Barcelona, competiu para a Lituânia e terminou em décimo oitavo lugar no individual.